# Centralna Biblioteka Rolnicza

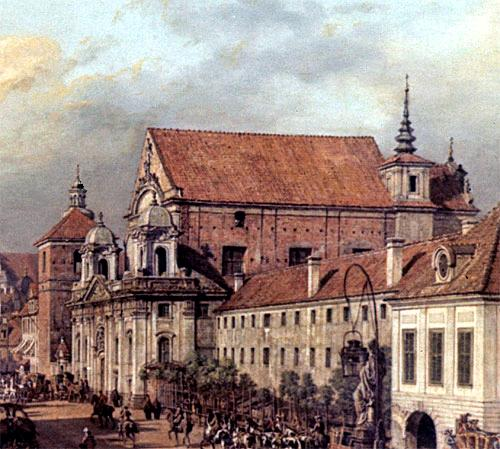
Bernardo Bellotto zw. Canaletto: Krakowskie Przedmieście w stronę Placu Zamkowego, 1774. Na prawo (na południe) od kościoła widoczne jest zachodnie skrzydło zabudowań klasztornych.

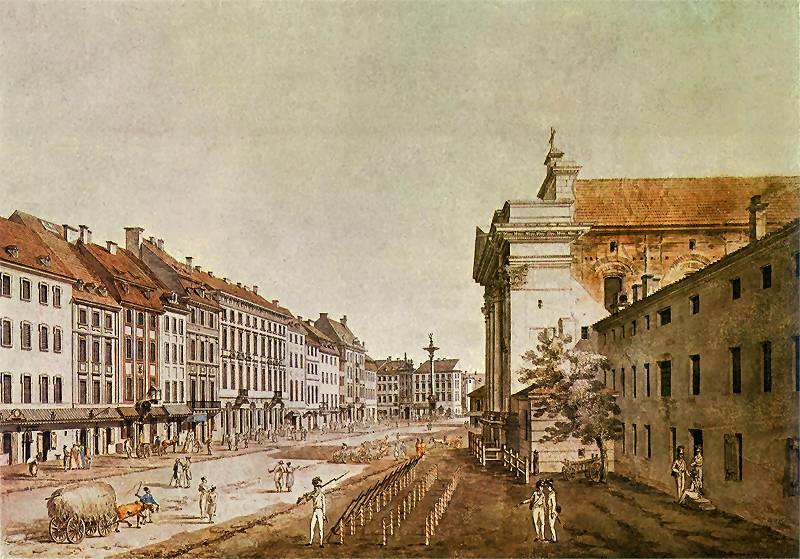
Akwarela Zygmunta Vogla przedstawiająca Krakowskie Przedmieście w 1795 roku. Po prawej stronie odwach i kościół św. Anny. W głębi – Plac Zamkowy i kolumna Zygmunta. Obraz w zbiorach Muzeum Narodowego w Warszawie.

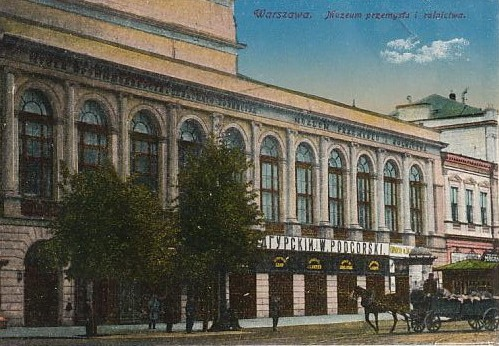
Muzeum Przemysłu i Rolnictwa przed 1914 rokiem

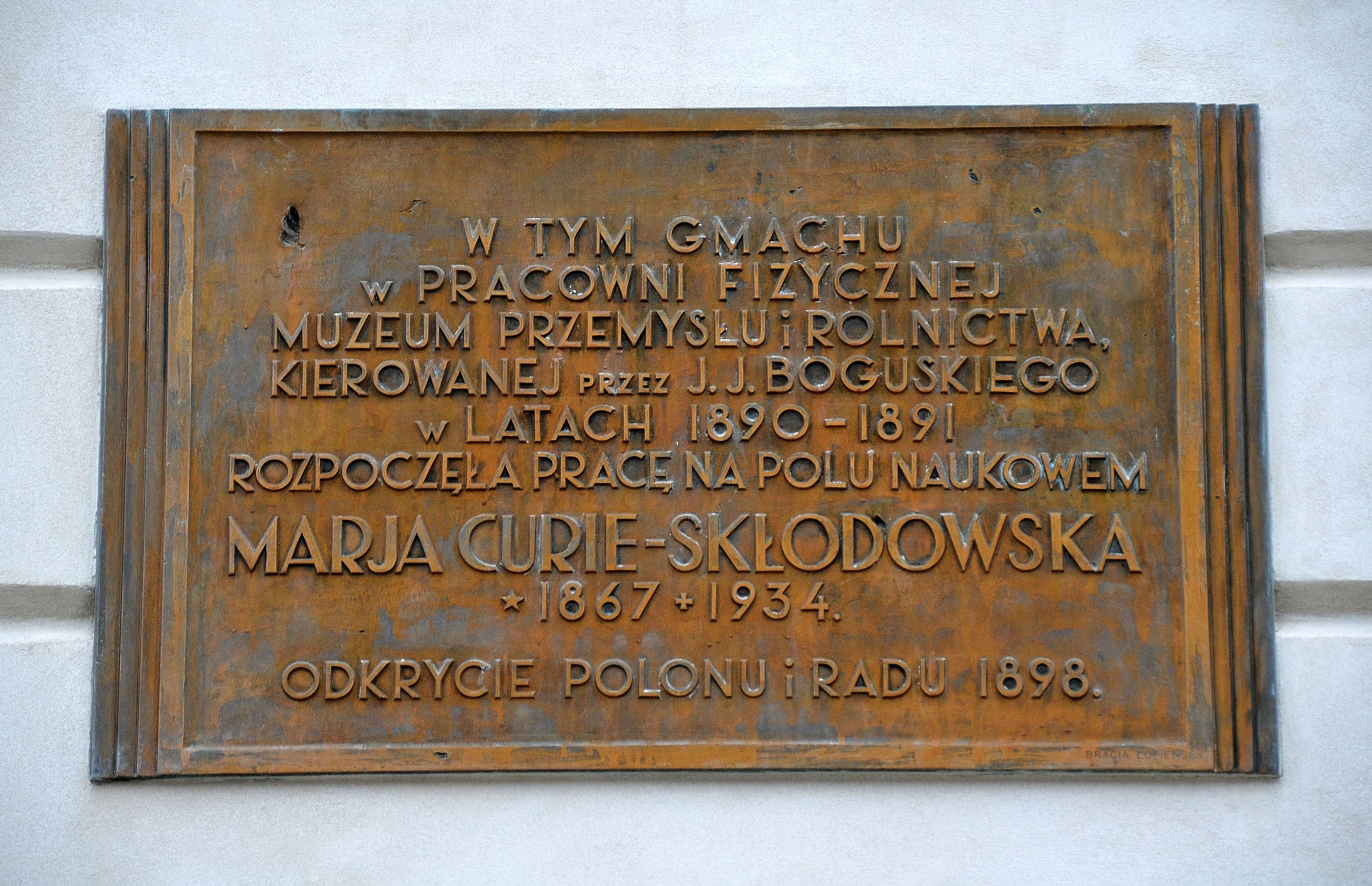
Tablica upamiętniająca pracę Marii Skłodowskiej w tutejszych pracowniach w latach 1890–1891

Centralna Biblioteka Rolnicza im. Michała Oczapowskiego – biblioteka naukowa podległa Ministerstwu Rolnictwa i Rozwoju Wsi, znajdująca się przy ul. Krakowskie Przedmieście 66 w Warszawie. Od 2019 funkcjonuje w strukturze Narodowego Instytutu Kultury i Dziedzictwa Wsi.
Biblioteka gromadzi literaturę z zakresu nauk rolniczych, ogrodnictwa, zootechniki, rybołówstwa, medycyny weterynaryjnej, przemysłu spożywczego, techniki rolniczej, ochrony środowiska, leśnictwa, polityki i ekonomiki rolnej oraz nauk pokrewnych. CBR posiada oddział w Puławach. 
17 października 2019 roku Centralna Biblioteka Rolnicza im. Michała Oczapowskiego połączyła się z Narodowym Instytutem Kultury i Dziedzictwa Wsi. W wyniku tego połączenia powstał Narodowy Instytut Kultury i Dziedzictwa Wsi.

## Historia posesji i budynku
Działka, na której obecnie stoi budynek biblioteki, od połowy XVI wieku należała do klasztoru bernardynów, którzy na sąsiedniej działce wybudowali kościół św. Anny. W 1603 roku klasztor został powiększony, obejmując teren działki. Nowe dwukondygnacyjne skrzydło, którego parter miał formę krużganków, służyło głównie za zajazd (zwany również hospicjum), przeważnie dla szlachty zjeżdżającej się do Warszawy na sejmy. W pierwszej połowie XVII wieku hospicjum zamieszkiwali również nuncjusze apostolscy. W drugiej połowie tego wieku na parterze hospicjum znajdowała się apteka klasztorna, a na I piętrze – mieszkania kleryków. W 1634 roku dobudowano do budynku bibliotekę i lektorium (istniejące do dziś). Podczas potopu szwedzkiego o kościół i klasztor toczyły się zażarte walki, Szwedzi bronili się w nich przed nacierającymi wojskami Jana Kazimierza. Mimo to budynki nie zostały zniszczone, jednak w 1657 roku zostały z premedytacją spalone. W 1783 roku wybudowano południowe przedłużenie zachodniego skrzydła konwentu, tworząc połączenie z sąsiednim pałacem Zamoyskich (obecnie w tym miejscu stoi Resursa Obywatelska). Nad bramą prowadzącą na w ten sposób utworzony dziedziniec utworzono kordegardę straży marszałkowskiej. W czasie insurekcji kościuszkowskiej była tu straż miejska. W roku 1795–1796 zorganizowano tu pruski odwach (wojskową komendę miasta). Do dziś starzy warszawiacy tak nazywają obecnie stojący tu budynek.
Na polecenie namiestnika Józefa Zajączka w 1820 roku podjęto przebudowę fasady odwachu od strony Krakowskiego Przedmieścia. Projekt stworzył Piotr Aigner. Zgodnie z tym projektem przed istniejącą fasadą wybudowano dwupiętrową kolumnadę arkadową, wyrównując pierzeję. Koncepcję tę wzorowano na Teatrze Marcellusa w Rzymie. Wojsko rosyjskie zajmowało ten budynek do 1861 roku. W 1864 roku klasztor – w ramach represji popowstaniowych – został zlikwidowany przez władze carskie. Działki wokół klasztoru zostały rozparcelowane i wystawione na sprzedaż. W 1866 roku zachodnie skrzydło byłego odwachu przejął magistrat Warszawy, który wydzierżawił je na 15 lat Towarzystwu Zachęty Sztuk Pięknych, a parter – Janowi Blochowi na sklepy. Arkady oszklono. W 1881 roku Komitet Muzeum Przemysłu i Rolnictwa odkupił budynek pobernardyński od rządu rosyjskiego. W latach 1881–1884 wykonano gruntowną przebudowę budynku, w ramach której uzyskał on kształt litery „T”, ze skrzydłem odchodzącym od przyulicznego frontonu. Urządzono tu Muzeum Przemysłu i Rolnictwa. Już w 1876 roku uruchomiono tu pracownię chemiczną, która działała aż do 1939 roku. Powstały tu: biblioteka, Stacja Oceny Nasion, Stacja Centralna Meteorologiczna. W 1887 roku powstała Pracownia Fizyczna. W jednostkach tych prowadzono ważne prace badawcze. Muzeum było również organizatorem wielu istotnych wystaw, będących wtedy motorem postępu. Intensywnie realizowano działalność popularyzacji wiedzy. W latach 1899–1930 Pracownia Fizyczna zorganizowała 10 tysięcy pokazów, w których wzięło udział ok. 172 tysiące osób. W Pracowniach Chemicznej i Fizycznej pracowała m.in. Maria Skłodowska-Curie.
Gmach muzeum został zbombardowany i spalony we wrześniu 1939 roku. W czasie powstania warszawskiego został ponownie spalony, w wyniku czego utracono ok. 10 tysięcy eksponatów. Po odbudowie w latach 1945–1947 pod kierunkiem Beaty Trylińskiej muzeum wznowiło działalność, jednak w 1951 roku zostało zlikwidowane.
Kolejnym właścicielem budynku został w 1952 roku Centralny Instytut Rolniczy. Wkrótce skoncentrowano tu księgozbiory kilku bibliotek rolniczych i w 1955 roku powołano Centralną Bibliotekę Rolniczą (CBR powołano uchwałą Rady Ministrów z 12 listopada 1955 roku, natomiast statut określający jej zadania nadano 30 grudnia 1955 roku). Biblioteka posiadała w latach 1955–2004 oddział w Bydgoszczy. Obecnie od 1955 roku biblioteka posiada oddział w Puławach.

## Centralna Biblioteka Rolnicza
CBR kontynuuje tradycję pierwszej biblioteki rolniczej, jaka powstała w Polsce w 1816 roku. Była to biblioteka przy Instytucie Agronomicznym w Marymoncie koło Warszawy.
W dniu 17 października 2019 roku na mocy zarządzenia Nr 76 Ministra Rolnictwa i Rozwoju Wsi nastąpiło połączenie dwóch instytucji kultury: Centralnej Biblioteki Rolniczej im. Michała Oczapowskiego oraz Narodowego Instytutu Kultury i Dziedzictwa Wsi. Powstała w wyniku połączenia państwowa instytucja kultury otrzymała nazwę: Narodowy Instytut Kultury i Dziedzictwa Wsi. Sama Centralna Biblioteka Rolnicza stała się od tego dnia działem Instytutu, a od 2020 funkcjonuje w ramach Oddziału Instytutu w Puławach

.

### Zbiory
W 1998 roku CBR została jedną z 55 bibliotek, które wspólnie tworzą Narodowy Zasób Biblioteczny. Księgozbiór biblioteki liczy około 380 tysięcy jednostek bibliotecznych, w tym 207 tysięcy wydawnictw zwartych, 131 tysięcy wydawnictw ciągłych i 42 tysięcy zbiorów specjalnych. Liczba tytułów udostępnianych czasopism wynosi 598. W zbiorach biblioteki znajdują się dwie cenne kolekcje: stare druki (828 woluminów z XVI–XVIII wieku) i polonica XIX-wieczne (około 8200 woluminów).

### Dyrektorzy
- Tadeusz Żeligowski (1955–1974)
- Zygmunt Warycha (1974–1976)
- Maria Parasiak (1976–1977)
- Jerzy Rasiński (1977–1996)
- Krystyna Kocznorowska (1997–2003)
- Ryszard Miazek (2003–2006)
- Krzysztof Mościcki (2006–2007)
- Ryszard Miazek (2007–2015)
- Marek Cieśliński (2015–2016)[4]
- Zbigniew Filipkowski (2016–2019)[10]
- Karol Krajewski (2019 – 2021)[11]
- Katarzyna Saks (od 1 maja 2021)[12]

Kierownik Centralnej Biblioteki Rolniczej Narodowego Instytutu Kultury i Dziedzictwa Wsi Oddział Instytutu w Puławach
- Agnieszka Bartuzi (od 2020)[13]